# میشل هیکموت
میشل هیکموت (انگلیسی: Michelle Hickmott؛ زادهٔ ۲۰ فوریهٔ ۱۹۸۵) بازیکن فوتبال اهل بریتانیا است.
از باشگاه‌هایی که در آن بازی کرده‌است می‌توان به باشگاه فوتبال زنان فولام اشاره کرد.
وی همچنین در تیم‌های ملی فوتبال England women's national under-19 football team, England women's national under-23 football team، و زنان انگلستان بازی کرده‌است.